# Aegialites fuchsii
Aegialites fuchsii és una espècie de coleòpter de la família Salpingidae. Es troba als Estats Units d'Amèrica.